# ユーリー・アンドルホーヴィチ

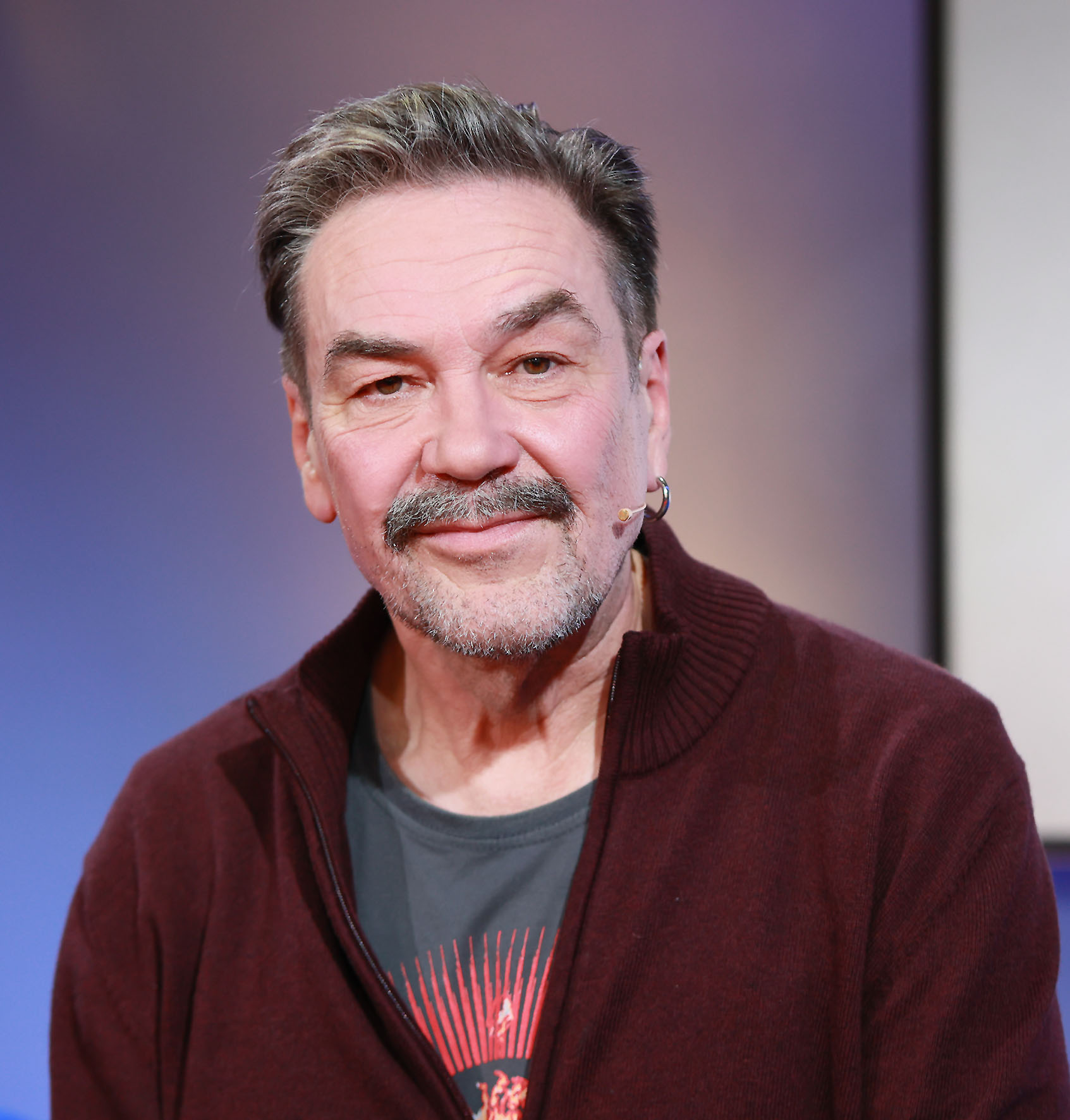
ユーリー・アンドルホーヴィチ

ユーリー・アンドルホーヴィチ（Ю́рій І́горович Андрухо́вич、1960年3月13日 - ）は、現代ウクライナの小説家、詩人、翻訳家、ウクライナ作家協会副会長。イヴァーノ＝フランキーウシク市生まれ。
1987年に『ブ・バ・ブ』という詩人グループを結成。1991年から『木曜日』／『Четвер』という文学雑誌の副編集長を務めている。 
アンズロホウィッチは現代ウクライナ文学を支えてきた柱と言える。作品はポーランド語、英語、ドイツ語、ロシア語、ハンガリー語、フィンランド語などに翻訳されている。2014年ハンナ・アーレント賞受賞。2017年ヴィレニツァ国際文学賞受賞。

## 著作
- Yuri Andrukhovych

### 短編小説
- 『心臓がある左側で』／『Зліва, де серце』

### 長編小説
- 『モスクワ滞在日記』／『Московіада』, 1992
- 『Рекреації』, 1993
- 『Перверзія』, 1996
- 『12の輪』／『Дванадцять обручів』, 2003
- 『Таємниця』, 2007

### エッセイ集
- 『方向喪失』／『Дезорієнтація на місцевості』
- 『中東検査』／『Центрально-східна ревізія』, 2000
- 『悪魔はチーズに潜む』／『Диявол ховається в сирі』, 2006

### 詩集
- 『空と広場』／『Небо і площі』, 1985
- 『町中』／『Середмістя』, 1989
- 『エキゾチックな鳥と植物』／『Екзотичні птахи і рослини』, 1991
- 『エキゾチックな鳥と植物＋付録「インド：詩集」』／『Екзотичні птахи і рослини з додатком “Індія”: Колекція віршів』, 1997
- 「死んだ雄鶏のための歌詞」／『Пісні для мертвого півня』, 2004